# Atractus eriki
Atractus eriki — вид змій родини полозових (Colubridae). Ендемік Венесуели.

## Поширення і екологія
Atractus eriki мешкають в горах Кордильєра-де-Мерида в штатах Тачира, Мерида і Трухільйо. Вони живуть в гірських тропічних лісах, на висоті від 900 до 1500 м над рівнем моря. Ведуть наземний, напівриючий спосіб життя. Відкладають яйця.